# Rafael Jordà Ruiz de Asín
Rafael Jordà Ruiz de Assin (Santa Perpètua de Mogoda, 1 de gener de 1984) és un futbolista català, que ocupa la posició de davanter. Actualment juga al Guizhou Renhe FC xinès.

## Trajectòria
Es va formar al planter del Damm, d'on va passar al conjunt juvenil del València CF el 2001. A l'any següent canvia de juvenil i passa al del CD Numancia. A l'equip sorià continuaria al Numancia B, i debutaria amb el primer equip a la campanya 2004/05, a la màxima categoria, tot jugant tres partits.
Després d'estar cedit al Peralta navarrés (2004/05), a partir de la 2005/06 es consolidaria al planter del Numancia, encara que no es va fer amb la titularitat en les tres temporades que hi va romandre (tot incloent una altra cessió al Benidorm CD el 2006).
El 2008 deixa el Numancia després d'haver jugat 47 partits amb els castellans. Recala a l'Alacant CF, amb qui juga 13 partits i marca 3 gols. A l'any següent canvia a l'altre equip de la ciutat, l'Hèrcules CF, també a la categoria d'argent.
El 2010 marxa a un altre club valencià, el Llevant UE, amb qui aconsegueix l'ascens a la màxima categoria.